# (400075) 2006 SD228
(400075) 2006 SD228 es un asteroide perteneciente al cinturón de asteroides, descubierto el 18 de septiembre de 2006 por el equipo del Spacewatch desde el Observatorio Nacional de Kitt Peak, Arizona, Estados Unidos.

## Designación y nombre
Designado provisionalmente como 2006 SD228.

## Características orbitales
2006 SD228 está situado a una distancia media del Sol de 2,698 ua, pudiendo alejarse hasta 3,116 ua y acercarse hasta 2,281 ua. Su excentricidad es 0,154 y la inclinación orbital 5,614 grados. Emplea 1619,56 días en completar una órbita alrededor del Sol.

## Características físicas
La magnitud absoluta de 2006 SD228 es 17,4.